# Ватийски мост
Ватийският мост (на гръцки: Γεφύρι Της Βαθιάς) е каменен мост в Егейска Македония, Гърция. Мостът е разположен на малката река Ватия, приток на Праморица, на километър от село Хрисавги (Мирали) по пътя за Корифи. Мостът е изграден през юли 1795 година според надписа „1795 ΜΙΝΥ ΙΟΥΛΙΟΥ“, който е преместен на изградения до него нов мост. Мостът е с един отвор и е имал каменен парапет, от който са запазени остатъци.